# جرمی آدام اسمیت
جرمی آدام اسمیت سردبیر سایت Shareable.net و نویسنده و بلاگر آمریکایی است که آثارش عمدتاً در حوزه خانواده و زندگی جمعی است.

## آثار
- زنان شاغل، مردان خانه‌دار: جابجایی نقش‌های خانوادگی در آمریکا، جرمی آدام اسمیت، محمدمهدی لبیبی (مترجم)، باقر ساروخانی (مقدمه)، ناشر: علم

- The Daddy Shift: How Stay-at-Home Dads, Breadwinning Moms, and Shared Parenting are Transforming the American Family (Beacon Press, ژوئن ۲۰۰۹)
- The Compassionate Instinct (WW Norton, ژانویه ۲۰۱۰)
- Are We Born Racist? (Beacon Press, اوت ۲۰۱۰)